# Reino da Lituânia (1918)
O Reino da Lituânia foi uma tentativa de estabelecer uma monarquia lituana constitucional independente em fevereiro de 1918. Foi criado no final da Primeira Guerra Mundial, quando as terras de língua lituana estavam sob ocupação militar do Império Alemão. O estado foi oficialmente dissolvido em novembro de 1918.
O Conselho da Lituânia declarou a independência da Lituânia em 16 de fevereiro de 1918, mas o conselho não conseguiu formar um governo, uma polícia ou outras instituições estatais devido à presença contínua de tropas alemãs. Os alemães apresentaram diversas propostas para incorporar a Lituânia ao Império Alemão, particularmente a Prússia. Os lituanos resistiram a esta ideia e esperavam preservar a sua independência através da criação de uma monarquia constitucional separada.
Em 4 de junho de 1918, votaram pela oferta do trono lituano ao nobre alemão Guilherme Carlos, Duque de Urach. Ele aceitou a oferta em julho de 1918 e assumiu o nome real de Mindaugas II. No entanto, ele nunca visitou a Lituânia. Sua eleição gerou polêmica, dividiu o conselho e não alcançou os resultados desejados. Enquanto a Alemanha perdia a guerra e era engolfada pela Revolução Alemã, a Lituânia suspendeu a sua decisão de convidar o duque em 2 de novembro de 1918, encerrando assim o seu reinado.

## Antecedentes

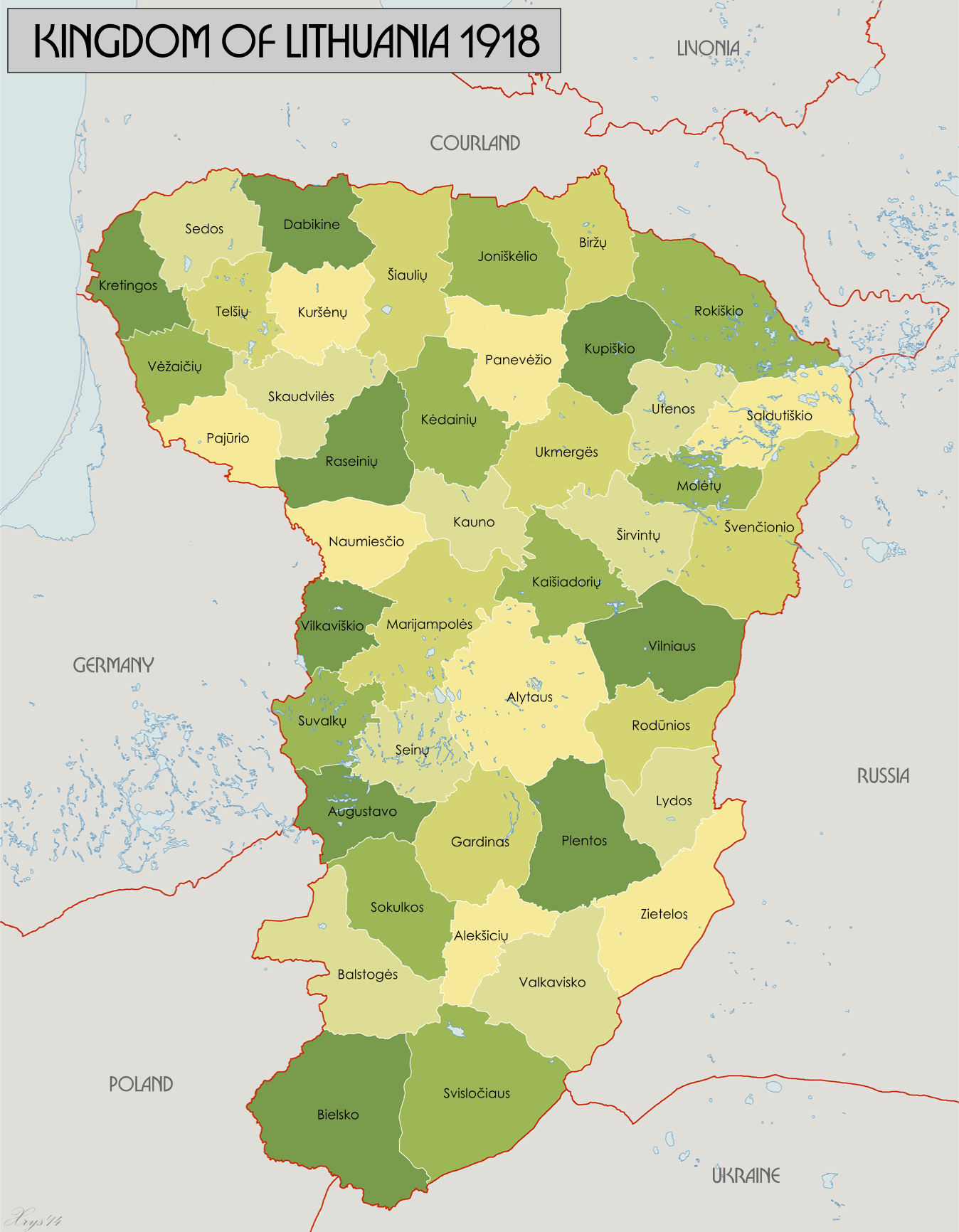
Condados do Reino da Lituânia

Após a última partição da Comunidade Polaco-Lituana em 1795, a Lituânia foi anexada pelo Império Russo. Em 1915, durante a Primeira Guerra Mundial, a Alemanha ocupou partes ocidentais do Império Russo, incluindo a Lituânia. Após a Revolução Russa em 1917, a Alemanha concebeu a estratégia geopolítica da Mitteleuropa, uma rede regional de estados fantoches que serviria como zona tampão.  Os alemães permitiram a organização da Conferência de Vilnius, esperando que esta proclamasse que a nação lituana queria separar-se da Rússia e estabelecer uma "relação mais estreita" com a Alemanha.  Em setembro de 1917, a Conferência elegeu um Conselho da Lituânia de vinte membros e autorizou-o a negociar a independência da Lituânia com os alemães. Os alemães preparavam-se para as próximas negociações para o Tratado de Brest-Litovsk e procuravam uma declaração dos lituanos de que queriam uma "aliança firme e permanente" com a Alemanha.  Tal declaração foi adoptada pelo Conselho da Lituânia em 11 de Dezembro de 1917. No entanto, estas concessões dividiram o conselho e ainda não obtiveram o reconhecimento da Alemanha. Por conseguinte, o Conselho adotou o Ato de Independência da Lituânia em 16 de fevereiro de 1918. A Lei omitiu qualquer menção à aliança com a Alemanha e declarou a "rescisão de todos os laços estatais que anteriormente ligavam este Estado a outras nações".  Em 3 de março, a Alemanha e a Rússia Bolchevique assinaram o Tratado de Brest-Litovsk, que declarava que as nações bálticas estavam na zona de interesse alemã e que a Rússia renunciava a quaisquer reivindicações sobre elas. Em 23 de Março, a Alemanha reconheceu formalmente a Lituânia independente com base na declaração de 11 de Dezembro.  No entanto, o país ainda estava ocupado por tropas alemãs, o Conselho ainda não tinha qualquer poder real e era tratado apenas como um conselho consultivo pelos alemães. 

## Eleição do rei

### Candidatos

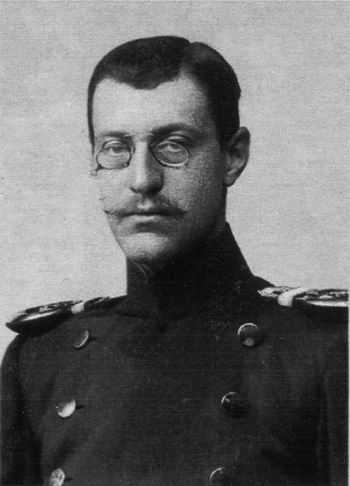
Duque Guilherme de Urach tornou-se Mindaugas II, em homenagem ao rei lituano medieval Mindaugas.

A coroa da Lituânia foi inicialmente oferecida a Guilherme II, Imperador Alemão e Rei da Prússia, pelo comando militar de Ober Ost.  Isto teria criado uma união pessoal entre a Lituânia e a Prússia. Uma proposta alternativa previa a eleição do filho mais novo de Guilherme, o príncipe Joaquim.  Tais planos de expansão da já dominante Prússia protestante foram combatidos pelas casas dominantes católicas, como os Wettins da Saxônia e os Wittelsbacher da Baviera.  A Saxônia promoveu príncipe Frederico Cristiano, segundo filho do rei Frederico Augusto III. Esta proposta foi uma lembrança dos laços históricos entre a Saxónia e a Lituânia: a Casa de Wettin produziu dois governantes para a Comunidade Polaco-Lituana entre 1697 e 1763 (e a Constituição de 1791 da Polônia-Lituânia elegeu os Chefes da Casa de Wettin como soberanos hereditários).  Vários outros candidatos também foram considerados. Tais planos foram vistos pelos lituanos como uma ameaça à sua independência. A ameaça tornou-se mais premente depois de uma reunião de autoridades alemãs em 19 de maio, onde foram discutidas as convenções que regem a "aliança firme e permanente", deixando muito pouca autonomia para os lituanos. 
Foi apresentada a ideia de criar uma monarquia constitucional e convidar um candidato que lutasse para preservar a independência da Lituânia. O Presidium do Conselho da Lituânia votou confidencialmente em 4 de junho de 1918, para estabelecer uma monarquia hereditária e convidar o duque Guilherme de Urach. O duque Guilherme foi sugerido por Matthias Erzberger, que havia trabalhado com lituanos na Suíça.  Sua candidatura vinha sendo discutida pelo menos desde março de 1918.  O duque Guilherme parecia ser um candidato perfeito porque era católico, não estava na linha de sucessão ao Reino de Württemberg devido ao casamento morganático de seu avô, não estava intimamente relacionado com a Casa de Hohenzollern e não tinha laços com a Polónia.  Devido aos obstáculos colocados pelos militares alemães, a delegação lituana para ver o duque Guilherme em Freiburg im Breisgau foi adiada até 1 de julho.  O duque Guilherme e seu filho mais velho (como herdeiro aparente) aceitaram a oferta sem condições.  Em 11 de julho,  o Conselho da Lituânia votou (13 a favor, 5 contra e 2 abstenções) para estabelecer oficialmente a monarquia.  Em 12 de agosto, o Conselho enviou um convite formal ao duque Guilherme para se tornar rei Mindaugas II da Lituânia. 

### Condições
O duque Guilherme recebeu uma proposta de doze pontos que lembrava a pacta conventa medieval.  O monarca tinha o poder executivo de nomear ministros, transformar legislação em lei e iniciar legislação no parlamento. Os ministros seriam selecionados entre os lituanos e, em última análise, reportariam ao parlamento.  O rei deveria cumprir a Constituição, proteger a independência e a integridade territorial da Lituânia e preservar a tolerância religiosa. Sem a aprovação parlamentar, ele não poderia tornar-se governante de outro estado. A língua lituana seria usada como língua oficial do estado e da corte,  com uma disposição especial para limitar e eventualmente excluir todos os estrangeiros da corte real.  O monarca e a sua família foram obrigados a residir na Lituânia, não passando mais de 2 meses por ano no estrangeiro. Seus filhos seriam educados e criados na Lituânia.  Em essência, os lituanos impuseram uma “etnia eletiva”.  Houve relatos de que o duque Guilherme começou a aprender a língua lituana e a ler sobre a história e os costumes da Lituânia,  mas ele nunca visitou a Lituânia. 
Alguns autores chamaram essas condições de constituição, mas isso não é exato. O estudioso de direito lituano Michał Pius Römer chamou-o de "embrião de uma constituição"; estas condições constituíam um quadro muito básico e temporário que teria evoluído para uma constituição, se a monarquia não tivesse sido abolida.  Um projeto para uma constituição completa foi posteriormente encontrado nos arquivos alemães, mas nunca foi discutido pelo Conselho da Lituânia e permaneceu apenas um rascunho. 

### Pós-eleição
A proposta de monarquia foi controversa e criou uma divisão entre os membros de direita e de esquerda do Conselho da Lituânia. A proposta foi fortemente apoiada por Antanas Smetona, Jurgis Šaulys e padres católicos.  Quando a monarquia foi aprovada, quatro membros do conselho renunciaram em protesto: Steponas Kairys, Jonas Vileišis, Mykolas Biržiška, Stanisław Narutowicz (Stanislovas Narutavičius). Petras Klimas também votou contra, mas não renunciou.  Ao mesmo tempo, o Conselho cooptou seis novos membros: Martynas Yčas, Augustinas Voldemaras, Juozas Purickis, Eliziejus Draugelis, Jurgis Alekna e Stasys Šilingas .  O debate sobre uma monarquia constitucional versus uma república democrática não era novo. Anteriormente, em dezembro de 1917, o conselho havia votado 15 a 5 que uma monarquia seria mais adequada à Lituânia.  Os proponentes argumentaram que os lituanos não eram politicamente maduros para uma república e que os alemães apoiariam mais prontamente uma monarquia. Os oponentes sustentaram que o conselho não tinha o direito legal de determinar questões fundamentais, uma vez que estas tinham sido delegadas à futura Assembleia Constituinte da Lituânia pela Conferência de Vilnius. 
Os alemães não aprovaram o novo rei. Alegaram que o seu reconhecimento da Lituânia independente se baseava na Lei de 11 de Dezembro, que previa uma aliança com a Alemanha e, portanto, a Lituânia não tinha o direito de eleger unilateralmente um novo monarca.  Protestaram também que o Conselho da Lituânia tinha mudado o seu nome para Conselho de Estado da Lituânia pouco antes da aprovação de Mindaugas II. O Conselho deixou de usar o seu novo nome nas comunicações com os alemães, mas manteve-se ao lado do seu novo rei.  A imprensa lituana foi censurada e não foi autorizada a publicar quaisquer notícias sobre o novo rei, enquanto a imprensa alemã criticou unanimemente a decisão.  Quando o Lietuvos aidas, o jornal do conselho, se recusou a imprimir um artigo denunciando o novo rei, o jornal foi fechado por um mês.  As relações germano-lituanas permaneceram tensas até outubro de 1918. A eleição também prejudicou ainda mais a reputação do conselho, já retratado como um fantoche alemão, entre as potências da Entente e a diáspora lituana.  Os lituanos no Ocidente pensavam que a Lituânia deveria depositar as suas esperanças de independência na Entente e não na Alemanha. Esta divisão fraturou e enfraqueceu ainda mais as posições lituanas. 

## Dissolução
À medida que a Alemanha perdia a guerra, os lituanos recebiam mais liberdade de ação. Em 20 de outubro de 1918, o Chanceler da Alemanha, Príncipe Maximiliano de Baden, repetiu o reconhecimento da Lituânia independente, prometeu converter a administração militar alemã num governo civil e permitir que os lituanos assumissem o poder assim que tivessem capacidades suficientes.  Depois de receber esta notícia, o Conselho da Lituânia reuniu-se no dia 28 de Outubro para discutir uma constituição provisória e a formação do governo. Como nenhum projecto ou rascunho tinha sido preparado previamente, estas decisões tiveram de ser tomadas pelo conselho durante a sua sessão e este processo demorou vários dias.  A mudança da situação política também ditou a necessidade do conselho de rescindir a sua decisão de eleger Mindaugas II. A Lituânia, na esperança de receber o reconhecimento da Entente, não poderia ter o inimigo da Entente como rei.  O duque William indicou que estava disposto a abandonar o trono. Portanto, em 2 de novembro, o Conselho suspendeu o convite ao duque Guilherme deixando a decisão final para a futura Assembleia Constituinte da Lituânia.  Mais tarde, no mesmo dia, o Conselho adotou a primeira constituição provisória, que não declarava monarquia nem república. A constituição simplesmente organizou o governo numa base provisória até que a Assembleia Constituinte tomasse uma decisão final.  Outras constituições não reconsideraram uma monarquia.